# Torben Møller-Hansen
Torben Møller-Hansen (født 30. marts 1968 i Tåstrup) er uddannet cand.merc fra CBS og har var fra 1998 til 2020 direktør for Foreningen Nydansker.
Torben Møller-Hansen har for Foreningen opnået en lang række anerkendelser for værdiskabende integrations- og mangfoldigheds indsatser i det private og offentlige danske erhvervsliv, heriblandt: Fællesskabsprisen 2016, Integrations- børne- og socialministerens særlige pris 2013, Årets Innovative projekt v. Frivillighedens dag 2013, Unges App (højtidskalenderen)- Børsen 2012, Danmarks bedste frivilligjob - DR 1 2010, Dansk Erhvervs kommunikationspris 2006, FTF kulturpris 2001, Årets dagblads kampagne 2000 samt Reklame for alvor 1999.